# إيران في الألعاب الأولمبية الصيفية 2012
شاركت إيران في الألعاب الأولمبية الصيفية 2012، لندن, المملكة المتحدة، في الفترة من 27 يوليو - 12 أغسطس 2012، ب 53 رياضي في 14 رياضة.

## الميداليات
| Sport       | ذهب | فضة | برونزية | المجموع |
| ----------- | --- | --- | ------- | ------- |
| ألعاب القوى |     | 1   |         | 1       |
| تايكوندو    |     | 1   |         | 1       |
| رفع الأثقال | 1   | 2   | 1       | 4       |
| المصارعة    | 3   | 1   |         | 4       |
| المجموع     | 4   | 5   | 1       | 10      |

| الميدالية | الرياضي            | الرياضة                    | الحدث                   |
| --------- | ------------------ | -------------------------- | ----------------------- |
| ذهبية     | بيهداد سليمي       | رفع أثقال                  | Men's +105 kg           |
| ذهبية     | حميد سوريان        | مصارعة اليونانية الرومانية | Men's Greco-Roman 55 kg |
| ذهبية     | اميد نوروزي        | مصارعة اليونانية الرومانية | 60 Greco-Roman 60 kg    |
| ذهبية     | قاسم رضايي         | مصارعة اليونانية الرومانية | Greco-Roman 96 kg       |
| فضية      | إحسان حدادي        | ألعاب القوى                | Men's discus throw      |
| فضية      | نفاب نصير شلال     | رفع أثقال                  | Men's 105 kg            |
| فضية      | سجاد أنوشيرواني    | رفع أثقال                  | Men's +105 kg           |
| فضية      | محمد باقري موتاميد | تايكوندو                   | Men's 68 kg             |
| فضية      | صادق غودارزي       | مصارعة حرة                 | Men's freestyle 74 kg   |
| برونزية   | كيانوش رستمي       | رفع أثقال                  | Men's 85 kg             |

## المشاركين
| الرياضة       | رجال | سيدات | مجموع |
| ------------- | ---- | ----- | ----- |
| السباحة       | 1    |       | 1     |
| القوس و السهم | 1    | 1     | 2     |
| ألعاب القوى   | 9    | 1     | 10    |
| الملاكمة      | 4    |       | 4     |
| الكانوى       | 1    | 1     | 2     |
| ركوب الدراجات | 3    |       | 3     |
| المبارزة      | 1    |       | 1     |
| جودو          | 1    |       | 1     |
| تجديف         | 1    | 1     | 2     |
| الرماية       | 1    | 2     | 3     |
| تنس الطاولة   | 1    | 1     | 2     |
| تايكوندو      | 2    | 1     | 3     |
| رفع أثقال     | 6    |       | 6     |
| مصارعة        | 13   |       | 13    |
| Total         | 45   | 8     | 53    |

## النتيجة حسب المنافسة

### Aquatics

#### السباحة
رجال
| اللاعب        | المنافسة                                                          | الدور الترتيبي | الدور الترتيبي | نصف النهائي | نصف النهائي | النهائي  | النهائي  |
| اللاعب        | المنافسة                                                          | الزمن          | التصنيف        | الزمن       | التصنيف     | الزمن    | التصنيف  |
| ------------- | ----------------------------------------------------------------- | -------------- | -------------- | ----------- | ----------- | -------- | -------- |
| محمد بيداريان | سباحة في الألعاب الأولمبية الصيفية 2012 – رجال 100 متر سباحة حرة ‏ | 52.93          | 42             | لم يتأهل    | لم يتأهل    | لم يتأهل | لم يتأهل |

### القوس والسهم
Men's recurve
| اللاعب      | المنافسة                                             | الدور الترتيبي | الدور الترتيبي | دور ال 1/32                                                  | دور ال 1/16 | دور ال 1/8 | ربع النهائي | نصف النهائي | النهائي  | التصنيف |
| اللاعب      | المنافسة                                             | النقاط         | التصنيف        | دور ال 1/32                                                  | دور ال 1/16 | دور ال 1/8 | ربع النهائي | نصف النهائي | النهائي  | التصنيف |
| ----------- | ---------------------------------------------------- | -------------- | -------------- | ------------------------------------------------------------ | ----------- | ---------- | ----------- | ----------- | -------- | ------- |
| ميلاد فزيري | نبالة في الألعاب الأولمبية الصيفية 2012 – رجال فردي ‏ | 662            | 39 Q           | إدواردو فيليز (المكسيك) · L 1–7 · 25–25, 26–28, 28–29, 26–30 | لم يتأهل    | لم يتأهل   | لم يتأهل    | لم يتأهل    | لم يتأهل | 33      |

Women's recurve
| اللاعب      | المنافسة                                                 | الدور الترتيبي | الدور الترتيبي | دور ال 1/32                                           | دور ال 1/16 | دور ال 1/8 | ربع النهائي | نصف النهائي | النهائي  | التصنيف |
| اللاعب      | المنافسة                                                 | النقاط         | التصنيف        | دور ال 1/32                                           | دور ال 1/16 | دور ال 1/8 | ربع النهائي | نصف النهائي | النهائي  | التصنيف |
| ----------- | -------------------------------------------------------- | -------------- | -------------- | ----------------------------------------------------- | ----------- | ---------- | ----------- | ----------- | -------- | ------- |
| زهرا ديهغان | النبالة في الألعاب الأولمبية الصيفية 2012 – فردي السيدات | 614            | 55 Q           | Avitia (المكسيك) · L 2–6 · 28–28, 20–26, 27–27, 23–27 | لم يتأهل    | لم يتأهل   | لم يتأهل    | لم يتأهل    | لم يتأهل | 33      |

### ألعاب القوى
Men
| اللاعب          | المنافسة                                                | Preliminary | Preliminary | Preliminary | Round 1 | Round 1 | Round 1 | نصف النهائي | نصف النهائي | نصف النهائي | النهائي | النهائي | التصنيف |
| اللاعب          | المنافسة                                                | Heat        | الزمن       | التصنيف     | Heat    | الزمن   | التصنيف | Heat        | الزمن       | التصنيف     | الزمن   | التصنيف | التصنيف |
| --------------- | ------------------------------------------------------- | ----------- | ----------- | ----------- | ------- | ------- | ------- | ----------- | ----------- | ----------- | ------- | ------- | ------- |
| رضا غاسمي       | 100 متر في الألعاب الأولمبية الصيفية 2012 - رجال        | Bye         | Bye         | Bye         |         |         |         |             |             |             |         |         |         |
| سجاد هاشمي      | 400 متر في الألعاب الأولمبية الصيفية 2012 - رجال        |             |             |             |         |         |         |             |             |             |         |         |         |
| سجاد مرادي      | 800 متر في الألعاب الأولمبية الصيفية 2012 - رجال        |             |             |             |         |         |         |             |             |             |         |         |         |
| روح الله عسكري  | 110 متر حواجز في الألعاب الأولمبية الصيفية - رجال       |             |             |             |         |         |         |             |             |             |         |         |         |
| إبراهيم رحيميان | 20 كيلومتر مشي في الألعاب الأولمبية الصيفية 2012 - رجال |             |             |             |         |         |         |             |             |             |         |         |         |

| اللاعب      | المنافسة                                             | الدور التأهيلى | الدور التأهيلى | النهائي | النهائي |
| اللاعب      | المنافسة                                             | النتيجة        | التصنيف        | النتيجة | التصنيف |
| ----------- | ---------------------------------------------------- | -------------- | -------------- | ------- | ------- |
| محمد ارزنده | قفز طولي في الألعاب الألمبية الصيفية 2012 - رجال     |                |                |         |         |
| أمين نيكفار | رمي الجلة في الألعاب الأولمبية الصيفية 2012 - رجال   |                |                |         |         |
| إحسان حدادي | رمي القرص في الألعاب الأولمبية الصيفية 2012 - رجال   |                |                |         | الثاني  |
| كافه موسوي  | رمي المطرقة في الألعاب الأولمبية الصيفية 2012 - رجال |                |                |         |         |

Women
| اللاعب    | المنافسة                                                           | الدور التأهيلى | الدور التأهيلى | النهائي | النهائي |
| اللاعب    | المنافسة                                                           | النتيجة        | التصنيف        | النتيجة | التصنيف |
| --------- | ------------------------------------------------------------------ | -------------- | -------------- | ------- | ------- |
| ليلا رجبي | ألعاب القوى في الألعاب الأولمبية الصيفية 2012 – دفع الثقل للسيدات ‏ |                |                |         |         |

### الملاكمة
Men
| اللاعب         | المنافسة                                                       | الجولة 32                          | الجولة 16                                          | ربع النهائي | نصف النهائي | النهائي  | التصنيف |
| -------------- | -------------------------------------------------------------- | ---------------------------------- | -------------------------------------------------- | ----------- | ----------- | -------- | ------- |
| مهدي تلوتي     | ملاكمة في الألعاب الأولمبية الصيفية 2012 – رجال خفيف وزن وسط ‏  | جوناثان ألونسو (إسبانيا) · W 16–12 | دانيار يوليوسينوف (كازاخستان) · 04.08.2012 (15:00) |             |             |          |         |
| أمين غاسمي بور | ملاكمة في الألعاب الأولمبية الصيفية 2012 – رجال وزن وسط ‏       | غابرييل مايستري (فنزويلا) · L 8–13 | لم يتأهل                                           | لم يتأهل    | لم يتأهل    | لم يتأهل | 17      |
| إحسان روزبهاني | ملاكمة في الألعاب الأولمبية الصيفية 2012 – رجال وزن ثقيل خفيف ‏ | جيسون مونروي (كولومبيا) · W 12–10  | بهرام مظفر (تركيا) · 04.08.2012 (22:45)            |             |             |          |         |
| علي مزاهيري    | ملاكمة في الألعاب الأولمبية الصيفية 2012 – رجال وزن ثقيل ‏      |                                    | خوسيه لارديت (كوبا) · L Disqualification           | لم يتأهل    | لم يتأهل    | لم يتأهل | 9       |

### الكانوى

#### الكانوى
Men
| اللاعب           | المنافسة                                                                 | Heat | Heat                | Heat    | نصف النهائي | نصف النهائي | نصف النهائي | النهائي | النهائي | التصنيف |
| اللاعب           | المنافسة                                                                 | Heat | الزمن               | التصنيف | Heat        | الزمن       | التصنيف     | الزمن   | التصنيف | التصنيف |
| ---------------- | ------------------------------------------------------------------------ | ---- | ------------------- | ------- | ----------- | ----------- | ----------- | ------- | ------- | ------- |
| احمد رضا تالبيان | ركوب الكنو في الألعاب الأولمبية الصيفية 2012 – رجال كاياك فردي 1000 متر ‏ |      | - 06.08.2012 (9:30) |         |             |             |             |         |         |         |

Women
| اللاعب       | المنافسة                                                                 | Heat | Heat                 | Heat    | نصف النهائي | نصف النهائي | نصف النهائي | النهائي | النهائي | التصنيف |
| اللاعب       | المنافسة                                                                 | Heat | الزمن                | التصنيف | Heat        | الزمن       | التصنيف     | الزمن   | التصنيف | التصنيف |
| ------------ | ------------------------------------------------------------------------ | ---- | -------------------- | ------- | ----------- | ----------- | ----------- | ------- | ------- | ------- |
| آريزو حاكيمي | ركوب الكنو في الألعاب الأولمبية الصيفية 2012 – سيدات كاياك فردي 200 متر ‏ |      | - 10.08.2012 (10:19) |         |             |             |             |         |         |         |
| آريزو حاكيمي | ركوب الكنو في الألعاب الأولمبية الصيفية 2012 – سيدات كاياك فردي 500 متر ‏ |      | - 07.08.2012 (10:07) |         |             |             |             |         |         |         |

### ركوب الدراجات

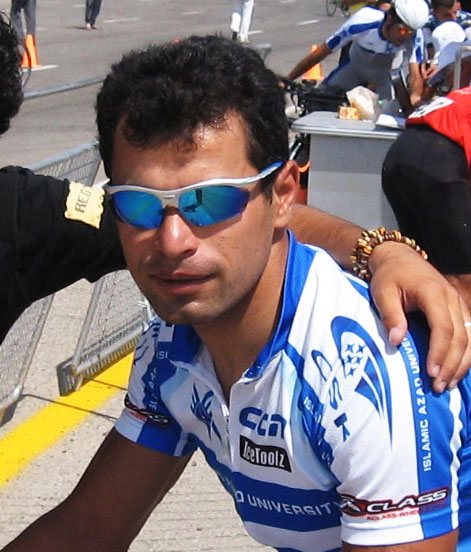
مهدي سهرابي

#### ركوب الدراجات
Men
| اللاعب       | المنافسة                                                                          | الزمن          | التصنيف        |
| ------------ | --------------------------------------------------------------------------------- | -------------- | -------------- |
| علي رضا حقي  | سباق الدراجات الهوائية في الألعاب الأولمبية الصيفية 2012 - سباق الطريق ‏           | Lapped         | Lapped         |
| علي رضا حقي  | سباق الدراجات الهوائية في الألعاب الأولمبية الصيفية 2012 – سباق الزمن على الطريق ‏ | 57:41.44       | 36             |
| مهدي سهرابي  | سباق الدراجات الهوائية في الألعاب الأولمبية الصيفية 2012 - سباق الطريق ‏           | 6:07:43        | 113            |
| أمير زارغاري | سباق الدراجات الهوائية في الألعاب الأولمبية الصيفية 2012 - سباق الطريق ‏           | Did not finish | Did not finish |

### المبارزة
Men
| اللاعب        | المنافسة                                                                | الجولة 64                  | الجولة 32 | الجولة 16 | ربع النهائي | نصف النهائي | النهائي  | التصنيف |
| ------------- | ----------------------------------------------------------------------- | -------------------------- | --------- | --------- | ----------- | ----------- | -------- | ------- |
| مجتبي عابديني | مبارزة سيف الشيش في الألعاب الأولمبية الصيفية 2012 – رجال سيف المبارزة ‏ | Zalomir (رومانيا) · L 7–15 | لم يتأهل  | لم يتأهل  | لم يتأهل    | لم يتأهل    | لم يتأهل | 36      |

### جودو
Men
| اللاعب          | المنافسة                                                | Elimination الجولة 32              | Elimination الجولة 16 | ربع النهائي | نصف النهائي | النهائي | التصنيف |
| --------------- | ------------------------------------------------------- | ---------------------------------- | --------------------- | ----------- | ----------- | ------- | ------- |
| محمد رضا روداكي | جودو في الألعاب الأولمبية الصيفية 2012 – رجال +100 كجم ‏ | Malki (المغرب) · 03.08.2012 (9:51) |                       |             |             |         |         |

### تجديف
Men
| اللاعب    | المنافسة                                                     | Heat | Heat    | Heat    | Repechage | Repechage | Repechage | ربع النهائي | ربع النهائي | ربع النهائي | نصف النهائي | نصف النهائي | نصف النهائي | النهائي | النهائي | التصنيف |
| اللاعب    | المنافسة                                                     | Heat | الزمن   | التصنيف | Heat      | الزمن     | التصنيف   | Heat        | الزمن       | التصنيف     | Heat        | الزمن       | التصنيف     | الزمن   | التصنيف | التصنيف |
| --------- | ------------------------------------------------------------ | ---- | ------- | ------- | --------- | --------- | --------- | ----------- | ----------- | ----------- | ----------- | ----------- | ----------- | ------- | ------- | ------- |
| محسن شادي | التجديف في الألعاب الأولمبية الصيفية 2012 – رجال تجديف فردي ‏ | 1    | 7:27.42 | 6       | 2         | 7:11.55   | 2 Q       | 4           | 7:32.72     | 6 QC/D      | 1           | 8:20.29     | 6 QD        |         |         |         |

Women
| اللاعب       | المنافسة                                                      | Heat | Heat    | Heat    | Repechage | Repechage | Repechage | ربع النهائي | ربع النهائي | ربع النهائي | نصف النهائي | نصف النهائي | نصف النهائي | النهائي | النهائي | التصنيف |
| اللاعب       | المنافسة                                                      | Heat | الزمن   | التصنيف | Heat      | الزمن     | التصنيف   | Heat        | الزمن       | التصنيف     | Heat        | الزمن       | التصنيف     | الزمن   | التصنيف | التصنيف |
| ------------ | ------------------------------------------------------------- | ---- | ------- | ------- | --------- | --------- | --------- | ----------- | ----------- | ----------- | ----------- | ----------- | ----------- | ------- | ------- | ------- |
| سولماز عباسي | التجديف في الألعاب الأولمبية الصيفية 2012 – سيدات تجديف فردي ‏ | 1    | 8:17.46 | 6       | 2         | 8:05.99   | 2 Q       | 1           | 8:27.28     | 6 QC/D      | 1           |             |             |         |         |         |

### الرماية
Men
| اللاعب             | المنافسة        | الدور التأهيلى | الدور التأهيلى | النهائي         | النهائي         | النهائي         |
| اللاعب             | المنافسة        | النقاط         | التصنيف        | النقاط          | Total           | التصنيف         |
| ------------------ | --------------- | -------------- | -------------- | --------------- | --------------- | --------------- |
| إبراهيم بارخورداري | 10 m air pistol | 569            | 33             | Did not advance | Did not advance | Did not advance |
| إبراهيم بارخورداري | 50 m pistol     | 552            | 27             | Did not advance | Did not advance | Did not advance |

Women
| اللاعب            | المنافسة               | الدور التأهيلى | الدور التأهيلى | النهائي         | النهائي         | النهائي         |
| اللاعب            | المنافسة               | النقاط         | التصنيف        | النقاط          | Total           | التصنيف         |
| ----------------- | ---------------------- | -------------- | -------------- | --------------- | --------------- | --------------- |
| إلهة أحمدي        | 10 m air rifle         | 397, 52.0 SO   | 5 Q            | 102.1           | 499.1           | 6               |
| إلهة أحمدي        | 50 m rifle 3 positions | 567            | 43             | Did not advance | Did not advance | Did not advance |
| ماهلاغا جامبوزورغ | 10 m air rifle         | 391            | 43             | Did not advance | Did not advance | Did not advance |
| ماهلاغا جامبوزورغ | 50 m rifle 3 positions | 581            | 14             | Did not advance | Did not advance | Did not advance |

### تنس الطاولة
Men
| اللاعب        | المنافسة                                                   | Preliminary | First round                                      | Second round                                                         | Third round                                       | Fourth round | ربع النهائي | نصف النهائي | النهائي  | التصنيف |
| ------------- | ---------------------------------------------------------- | ----------- | ------------------------------------------------ | -------------------------------------------------------------------- | ------------------------------------------------- | ------------ | ----------- | ----------- | -------- | ------- |
| نوشاد عالميان | كرة الطاولة في الألعاب الأولمبية الصيفية 2012 – رجال فردي ‏ | Bye         | Han (أستراليا) · W 4–0 · 11–5, 11–7, 11–7, 13–11 | Tang (هونغ كونغ) · W 4–3 · 11–8, 11–5, 7–11, 11–9, 8–11, 5–11, 12–10 | Boll (ألمانيا) · L 0–4 · 8–11, 5–11, 10–12, 10–12 | لم يتأهل     | لم يتأهل    | لم يتأهل    | لم يتأهل | 17      |

Women
| اللاعب         | المنافسة                                                    | Preliminary                                                             | First round | Second round | Third round | Fourth round | ربع النهائي | نصف النهائي | النهائي  | التصنيف |
| -------------- | ----------------------------------------------------------- | ----------------------------------------------------------------------- | ----------- | ------------ | ----------- | ------------ | ----------- | ----------- | -------- | ------- |
| نيدا شاهساواري | كرة الطاولة في الألعاب الأولمبية الصيفية 2012 – سيدات فردي ‏ | Oshonaike (نيجيريا) · L 3–4 · 13–11, 8–11, 8–11, 11–9, 4–11, 11–5, 3–11 | لم تتأهل    | لم تتأهل     | لم تتأهل    | لم تتأهل     | لم تتأهل    | لم تتأهل    | لم تتأهل | 65      |

### تايكوندو
Men
| اللاعب             | المنافسة                                                  | Preliminary round                     | ربع النهائي                | نصف النهائي                                     | النهائي                 | التصنيف |
| ------------------ | --------------------------------------------------------- | ------------------------------------- | -------------------------- | ----------------------------------------------- | ----------------------- | ------- |
| محمد باقري موتاميد | تايكوندو في الألعاب الأولمبية الصيفية 2012 – رجال 68 كجم ‏ | Boui (جمهورية إفريقيا الوسطى) · W 7–2 | Nikpai (أفغانستان) · W 5–4 | Silva (البرازيل) · W 5–5                        | Tazegül (تركيا) · L 5–6 | الثاني  |
| يوسف كرمي          | تايكوندو في الألعاب الأولمبية الصيفية 2012 – رجال 80 كجم ‏ | García (إسبانيا) · L 2–8              | Did not advance            | Repechage · Muhammad (بريطانيا العظمى) · L 7–11 | Did not advance         | 7       |

Women
| اللاعب         | المنافسة                                                   | Preliminary round               | ربع النهائي     | نصف النهائي     | النهائي         | التصنيف |
| -------------- | ---------------------------------------------------------- | ------------------------------- | --------------- | --------------- | --------------- | ------- |
| سوسان حاجي بور | تايكوندو في الألعاب الأولمبية الصيفية 2012 – سيدات 67 كجم ‏ | كارمن مارتون (أستراليا) · L 4–5 | Did not advance | Did not advance | Did not advance | 11      |

### رفع أثقال
Men
| اللاعب            | المنافسة                                                     | Snatch  | Clean & Jerk | Total | التصنيف |
| ----------------- | ------------------------------------------------------------ | ------- | ------------ | ----- | ------- |
| سوهراب مرادي      | رفع أثقال في الألعاب الأولمبية الصيفية 2012 – رجال 85 كجم ‏   | No mark |              |       |         |
| كيانوش روستمي     | رفع أثقال في الألعاب الأولمبية الصيفية 2012 – رجال 85 كجم ‏   | 171     | 209          | 380   | الثالث  |
| سعيد محمد بور     | رفع أثقال في الألعاب الأولمبية الصيفية 2012 – رجال 94 كجم ‏   | 183     | 219          | 402   | 5       |
| نفاب نصير شلال    | رفع أثقال في الألعاب الأولمبية الصيفية 2012 – رجال 105 كجم ‏  | 184     | 227          | 411   | الثاني  |
| سجاد عنوشيرفاناني | رفع أثقال في الألعاب الأولمبية الصيفية 2012 – رجال +105 كجم ‏ | 204     | 245          | 449   | الثاني  |
| بيهداد سليمي      | رفع أثقال في الألعاب الأولمبية الصيفية 2012 – رجال +105 كجم ‏ | 208     | 247          | 455   | الأول   |

### مصارعة

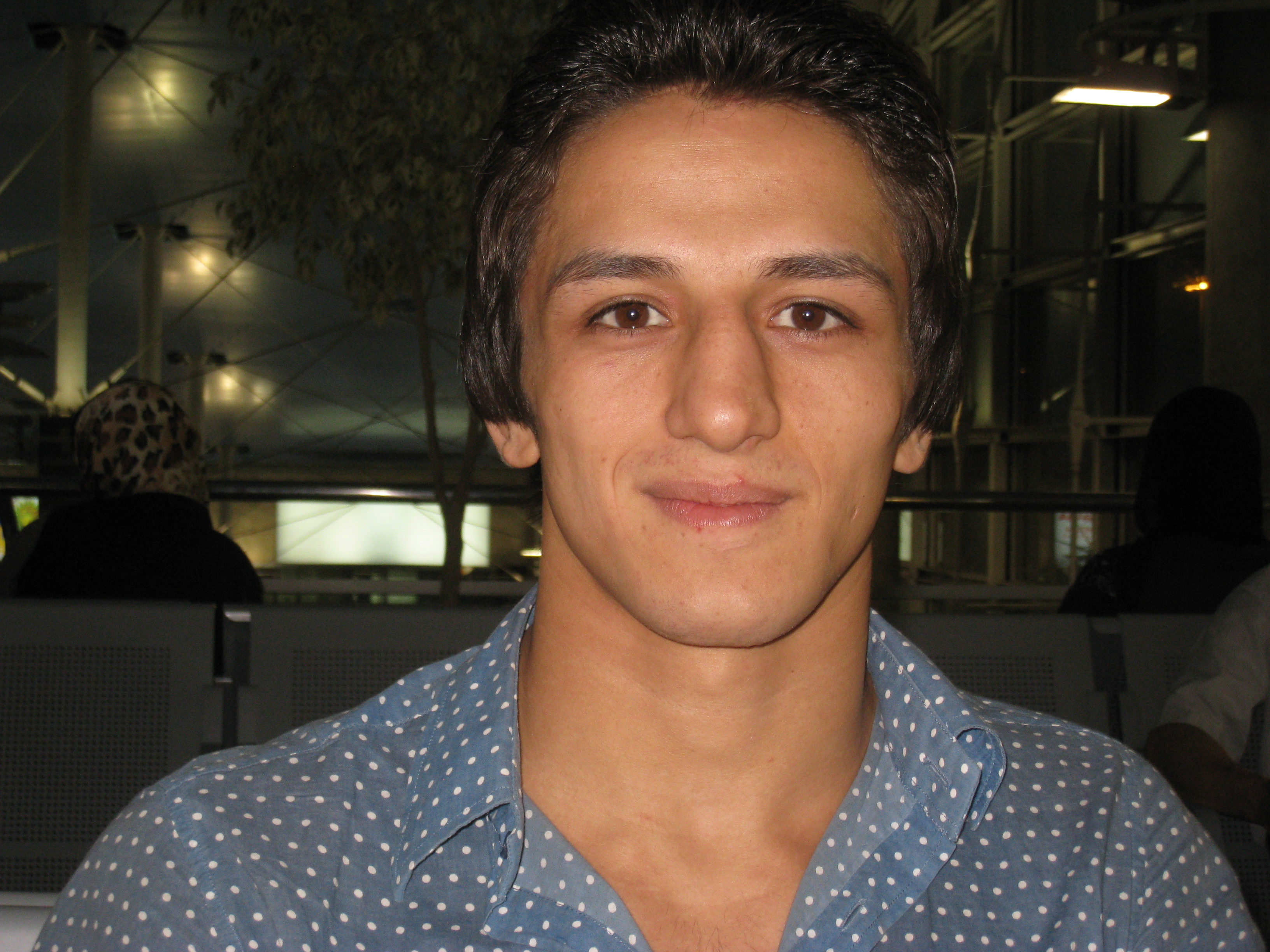
حميد سوريان في مطار الخميني

مصارعة حرة - رجال
| اللاعب            | المنافسة                                                           | الدور التأهيلى                             | 1/8 النهائي                                            | ربع النهائي                              | نصف النهائي                                      | النهائي                                           | التصنيف |
| ----------------- | ------------------------------------------------------------------ | ------------------------------------------ | ------------------------------------------------------ | ---------------------------------------- | ------------------------------------------------ | ------------------------------------------------- | ------- |
| حسن رحيمي         | مصارعة في الألعاب الأولمبية الصيفية 2012 – رجال سباحة حرة 55 كجم ‏  | Naranbaatar (منغوليا) · W 2–0 · 2–0, 3–0   | Kumar (الهند) · L 1–2 · 1–0, 0–1, 1–1                  | Did not advance                          | Did not advance                                  | Did not advance                                   |         |
| مسعود إسماعيل بور | مصارعة في الألعاب الأولمبية الصيفية 2012 – رجال سباحة حرة 60 كجم ‏  | غويلرمو توريس (المكسيك) · W 2–0 · 6–0, 2–1 | Zhumagaziyev (كازاخستان) · W 2–1 · 1–4, 4–1, 4–0       | Kudukhov (روسيا) · L 1–2 · 0–4, 1–0, 0–1 | Repechage · Dutt (الهند) · L 1–2 · 3–0, 2–3, 0–4 | Did not advance                                   | 7       |
| مهدي تاغافي       | مصارعة في الألعاب الأولمبية الصيفية 2012 – رجال سباحة حرة 66 كجم ‏  | 12.08.2012 (08:30)                         | 12.08.2012 (09:00)                                     | 12.08.2012 (10:00)                       | 12.08.2012 (10:30)                               | 12.08.2012 (12:45)                                |         |
| صادق غودارزي      | مصارعة في الألعاب الأولمبية الصيفية 2012 – رجال سباحة حرة 74 كجم ‏  | Bye                                        | Terziev (بلغاريا) · W 2–0 · 5–0, 3–1                   | Tigiev (أوزبكستان) · W 2–0 · 3–0, 1–1    | Hatos (المجر) · W 2–0 · 2–0, 2–0                 | جوردن بوروز (الولايات المتحدة) · L 0–2 · 0–1, 0–1 | الثاني  |
| إحسان لاشغاري     | مصارعة في الألعاب الأولمبية الصيفية 2012 – رجال سباحة حرة 84 كجم ‏  | Baiduashov (كازاخستان) · W 2–0 · 1–0, 4–0  | Nurmagomedov (أرمينيا) · W Disqualification · 1–0, 4–0 | Urishev (روسيا) · W 2–0 · 3–0, 3–1       | Sharifov (أذربيجان) · L 1–2 · 0–1, 2–0, 1–2      | 3rd place match · Bölükbaşı (تركيا) ·             |         |
| رضا يازداني       | 96 kg                                                              | Bye                                        |                                                        |                                          |                                                  |                                                   |         |
| كيمل غاسمي        | مصارعة في الألعاب الأولمبية الصيفية 2012 – رجال سباحة حرة 120 كجم ‏ | Bye                                        | Bhullar (كندا) · W 2–0 · 1–0, 1–0                      | Taymazov (أوزبكستان) · L 0–2 · 0–1, 0–1  | Repechage · Matuhin (ألمانيا) · W 2–0 · 1–0, 1–0 | 3rd place match · Dlagnev (الولايات المتحدة) ·    |         |

المصارعة اليونانية الرومانية - رجال
| اللاعب            | المنافسة                                                   | الدور التأهيلى                             | 1/8 النهائي                                  | ربع النهائي                                  | نصف النهائي                            | النهائي                                | التصنيف |
| ----------------- | ---------------------------------------------------------- | ------------------------------------------ | -------------------------------------------- | -------------------------------------------- | -------------------------------------- | -------------------------------------- | ------- |
| حميد سوريان       | مصارعة في ألعاب أولمبية صيفية 2012 – رجال رومانية 55 كجم ‏  | Bye                                        | Eraliev (قيرغيزستان) · W 2–1 · 4–0, 0–2, 2–1 | Módos (المجر) · W 2–0 · 2–0, 1–0             | Nyblom (الدنمارك) · W 2–0 · 3–0, 3–0   | Bayramov (أذربيجان) · W 2–0 · 2–0, 1–0 | الأول   |
| اميد نوروزي       | مصارعة في ألعاب أولمبية صيفية 2012 – رجال رومانية 60 كجم ‏  | شنغ جيانغ (الصين) · W 2–1 · 1–0, 0–1, 1–0  | إيفو أنجيلوف (بلغاريا) · W 2–0 · 1–0, 3–0    | Kebispayev (كازاخستان) · W 2–0 · 3–1, 3–0    | Matsumoto (اليابان) · W 2–0 · 1–0, 1–0 | Lashkhi (جورجيا) · W 2–0 · 1–0, 1–0    | الأول   |
| سعيد أبديفالي     | مصارعة في ألعاب أولمبية صيفية 2012 – رجال رومانية 66 كجم ‏  | Bye                                        | Yüksel (تركيا) · W 2–0 · 1–0, 3–0            | Guenot (فرنسا) · L 0–2 · 0–3, 0–1            | Did not advance                        | Did not advance                        | 11      |
| حبيب الله اخلاقي  | مصارعة في ألعاب أولمبية صيفية 2012 – رجال رومانية 84 كجم ‏  | Shorey (كوبا) · L 1–2 · 1–0, 0–1, 0–1      | Did not advance                              | Did not advance                              | Did not advance                        | Did not advance                        | 13      |
| قاسم رضايي        | مصارعة في ألعاب أولمبية صيفية 2012 – رجال رومانية 96 كجم ‏  | Bye                                        | İldem (تركيا) · W 2–1 · 0–2, 1–0, 2–0        | أرتور الكسانيان (أرمينيا) · W 2–0 · 2–0, 1–0 | Estrada (كوبا) · W 2–0 · 2–0, 1–0      | Totrov (روسيا) · W 2–0 · 2–0, 1–0      | الأول   |
| بشير باباجان زادي | مصارعة في ألعاب أولمبية صيفية 2012 – رجال رومانية 120 كجم ‏ | علي ناظم سلمان (العراق) · W 2–0 · 1–0, 2–0 | Patrikeyev (أرمينيا) · W 2–1 · 1–0, 0–1, 2–0 | Eurén (السويد) · L 0–2 · 0–3, 0–1            | Did not advance                        | Did not advance                        | 7       |

## وصلات خارجية
- اللجنة الأولمبية الإيرانية
- London 2012 Official Website